# Pedro José Conti
Dom Pedro José Conti (Brescia, 10 de outubro de 1949) é um bispo católico, quarto bispo da Diocese de Macapá.

## Biografia
Conti estudou Filosofia e Teologia no Seminário Diocesano de Brescia e foi ordenado sacerdote em 12 de junho de 1976. Obteve um doutorado em Engenharia Eletrônica pelo Politecnico di Milano, em 1983. Foi vigário cooperador na Paróquia do Divino Espírito Santo, em Brescia, de 1976 a 1982, e foi enviado como missionário para o Brasil em 1983, incardinado na Diocese de Bragança do Pará. Serviu como pároco da Paróquia de Paragominas de 1983 até o final de 1995.  
João Paulo II escolheu Padre Conti como bispo de Conceição do Araguaia em 27 de dezembro de 1995. Recebeu a ordenação episcopal através do Arcebispo Vicente Joaquim Zico, arcebispo de Belém, em 18 de fevereiro de 1996, em Conceição do Araguaia, tendo como consagrantes Dom Miguel Maria Giambelli, bispo de Bragança do Pará, e Dom José Vieira de Lima, bispo de Marabá. 
Após governar por mais de oito anos a Diocese de Santíssima Conceição do Araguaia, através do Papa João Paulo II, Dom Pedro José Conti foi nomeado para a Diocese de Macapá em 29 de novembro de 2004. 
Dentro da Conferência Nacional dos Bispos do Brasil, Bispo Conti atua como membro da Comissão Especial para o Ano do Laicato, representante da Regional Norte II, acompanhante do Laicato, das Comunidades Eclesiais de Base e do Instituto de Pastoral Regional (IPAR).

## Ordenações
Dom Pedro foi o celebrante principal das ordenações episcopais de:
1. Dom Valentim Fagundes de Meneses (2020)

Dom Pedro foi o celebrante principal das ordenações presbiteriais de:
1. Ezequiel da Silva Dias (2024)[4]

## Obras
Conti, Pedro José. A verdade que Liberta: Contos e parábolas para compreender melhor o Evangelho. Coleção Sabor de Vida. Paulinas, 2014. 272 p. ISBN: 9788535636703